# Landgraaf (buurt)
Landgraaf is een buurt in de Geleense wijk Lindenheuvel. Deze woonbuurt is een van de nieuwste gedeelten van Lindenheuvel, gebouwd tussen 1975 en 1986. De naam van de buurt is afkomstig van een landweer ("landgraaf") die door het gebied liep waarvan het tracé nog herkenbaar is tussen de bebouwing.
De buurt ligt aan de noordoostelijke rand van Lindenheuvel en wordt aan de oostzijde begrensd door de spoorlijn Maastricht - roermond. Aan de zuidzijde ligt het bedrijventerrein Businesspark Geleen en aan de westzijde de buurt Maastrichterbaan. De buurt wordt gekenmerkt door voornamelijk eengezinswoningen en een slingerend, lusvormig stratenpatroon. In Landgraaf bevond zich het Ton Caanen Sportcomplex, de accommodatie van amateurvoetbalclub Heidebloem.